# Meister Heinrich von Konstanz
Meister Heinrich von Konstanz war ein um 1300 im Bodenseegebiet tätiger Bildhauer.

## Person
Die Zuordnung des Namens „Meister Heinrich von Konstanz“ zu einzelnen Skulpturen basiert auf einer Figurengruppe aus dem Dominikanerinnenkloster St. Katharinental in der Nähe von Diessenhofen. Über diese heißt es in einer Katharinentaler Klosterchronik: 

„St. Johannes Bild wart von Meister Heinrich, dem Bildhauern aus Constantz, uss einem Nussbaum so schön gemacht, dass jedermann verwunderte, der Meister selbst.“

 Darüber hinaus sind keine weiteren Dokumente zur Person des Meister Heinrich von Konstanz bekannt.

## Werk
Bei dem in der Klosterchronik erwähnten Werk handelt es sich um eine ca. 1280–90 geschaffene Christus-Johannes-Gruppe, die sich heute im Museum Mayer van den Bergh in Antwerpen befindet.
Sie gilt als herausragendes Beispiel gotischer Schnitzkunst und als Vorbild für weitere Christus-Johannes-Gruppen, die in der Zeit um 1300 im südwestdeutschen und deutschschweizerischen Raum angefertigt wurden.
Aufgrund von Stilvergleichen mit der Christus-Johannes-Gruppe in Antwerpen werden Meister Heinrich von Konstanz bzw. seinem Umkreis einige andere bedeutende Skulpturen, die um 1300 am Bodensee entstanden sind, zugeschrieben: Eine Muttergottesfigur, die sich noch stets im Kloster St. Katharinental befindet, eine ebenfalls aus St. Katharinental stammende Figurengruppe der Heimsuchung (heute im Metropolitan Museum of Art, New York), eine aus Sigmaringen stammende Christus-Johannes-Gruppe (heute im Bode-Museum, Berlin) sowie eine Muttergottesfigur aus Seeschwaben (ebenfalls Bode-Museum, Berlin).

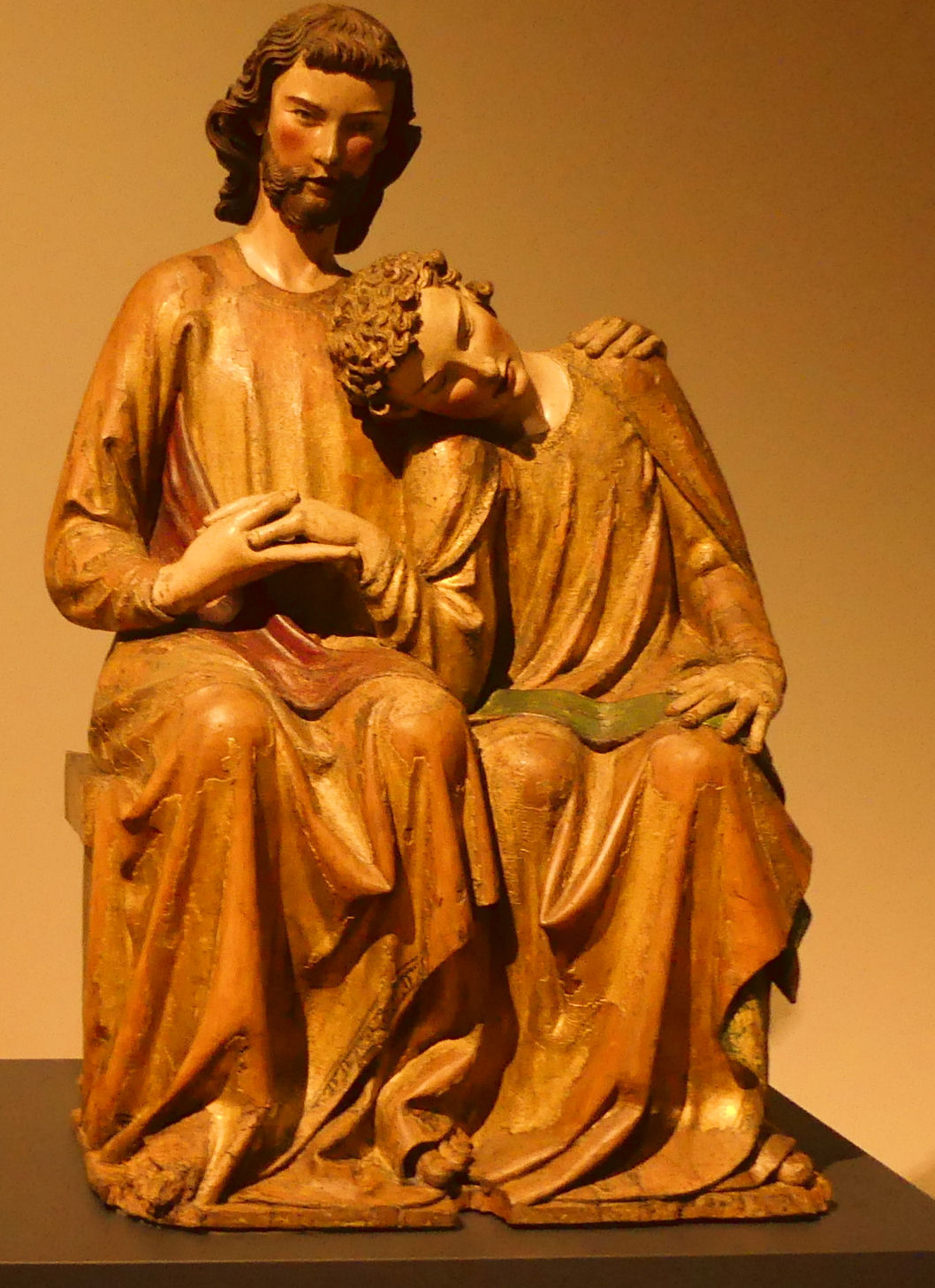
Christus-Johannes-Gruppe (ca. 1280–1290; Museum Mayer van den Bergh, Antwerpen)
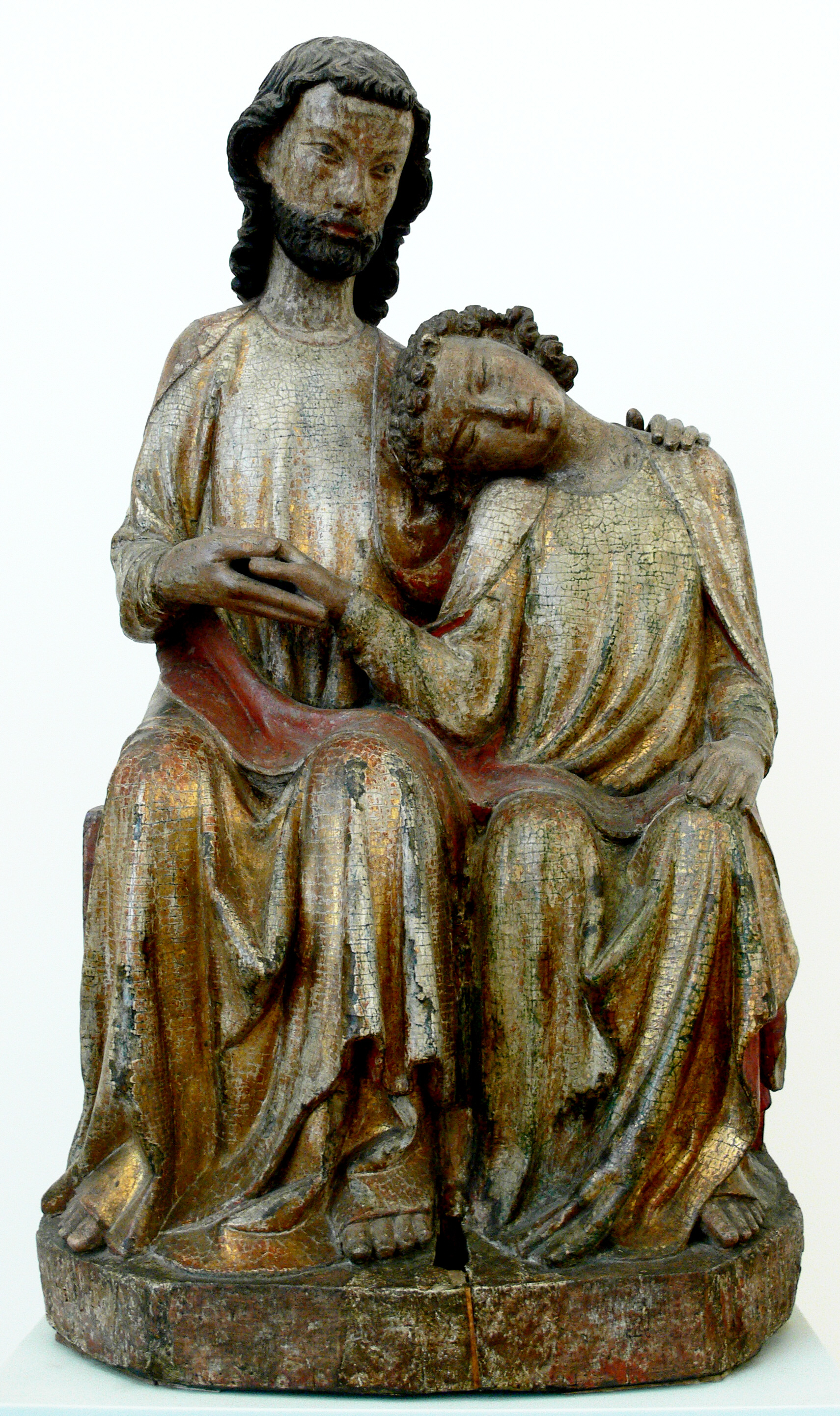
Christus-Johannes-Gruppe (ca. 1310; Bode-Museum)
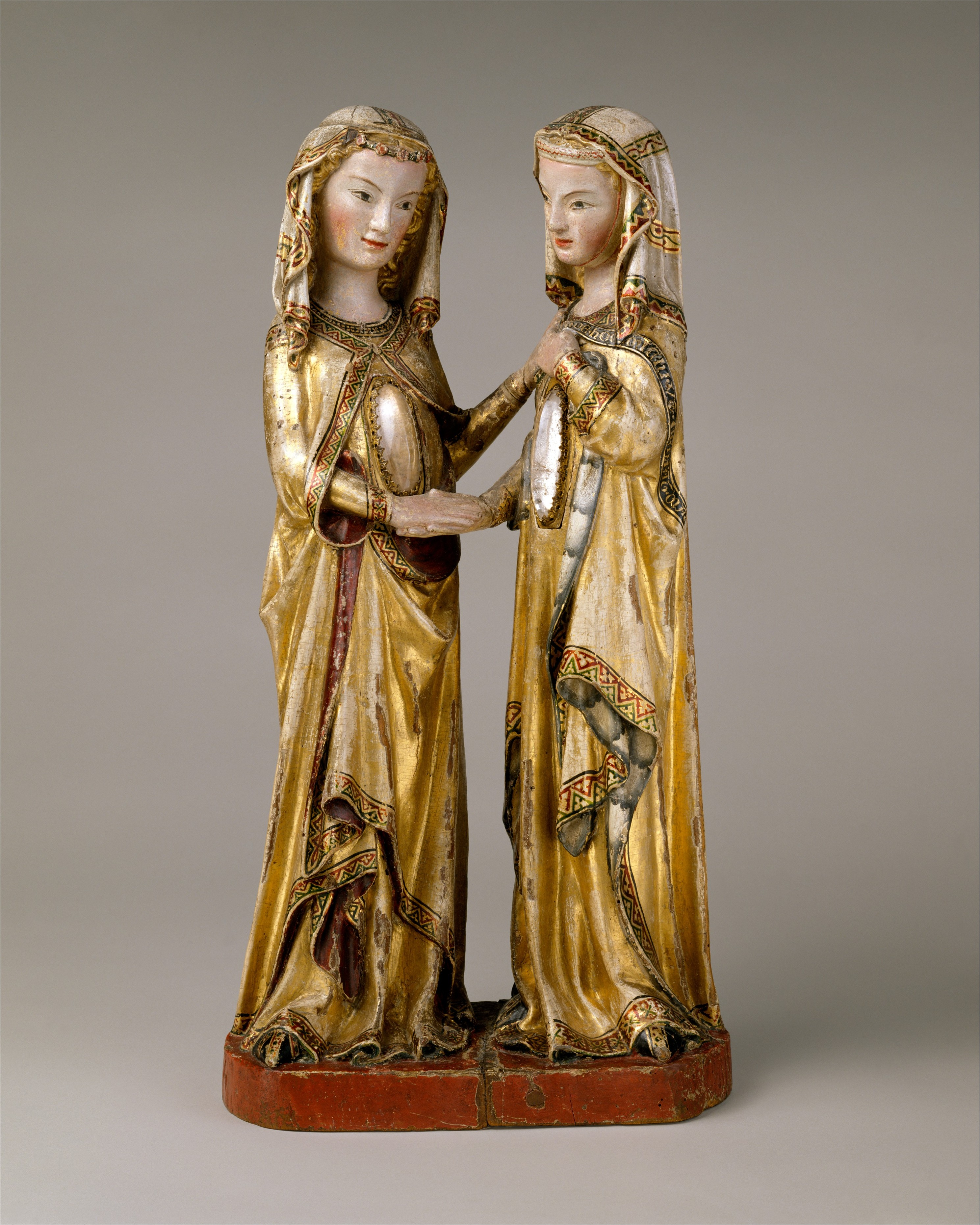
Heimsuchung (ca. 1310–1320; Metropolitan Museum of Art)

## Weblink
- Christus-Johannes-Gruppe in Antwerpen